# Новосілківська сільська рада (Вишгородський район)
Новосілківська сільська рада — колишній орган місцевого самоврядування у Вишгородському районі Київської області. Адміністративний центр — село Новосілки.

## Загальні відомості
Новосілківська сільська рада утворена в 1919 році.
Територією ради протікає річка Десна.

## Населені пункти
Сільській раді підпорядковані населені пункти:
- с. Новосілки

## Склад ради
Рада складається з 15 депутатів та голови.

### Керівний склад попередніх скликань
| ПІБ                    | Основні відомості                                                               | Дата обрання | Дата звільнення |
| ---------------------- | ------------------------------------------------------------------------------- | ------------ | --------------- |
| Стукач Микола Петрович | Сільський голова, 1960 року народження, освіта середня спеціальна, безпартійний | 26.03.2006   | 31.10.2010      |
| Стукач Микола Петрович | Сільський голова, 1960 року народження, освіта середня спеціальна               | 31.10.2010   |                 |

Примітка: таблиця складена за даними джерела